# Фракнои, Вильмош
Вильмош Фракнои (венг. Fraknói Vilmos; настоящие имя и фамилия — Вильгельм Франкл; 27 февраля 1843, Урмин (ныне Моймировце, Словакия) — 20 ноября 1924, Будапешт, Венгрия) — венгерский историк, специалист в области истории церкви в Венгрии, католический священник. Член Венгерской академии наук (с 1870).

## Биография
Родился в еврейской семье. Изучал теологию и философию в духовных учебных заведениях Трнавы, Эстергома и Пешта, был рукоположен в сан священника в 1865 году.
Сделал успешную церковную карьеру: в 1878 году стал каноником в Орадя, титулярным аббатом в Сексарде в 1879 году и в 1892 году — титулярным епископом Епархии Крка .
С юношеских лет начал изучать венгерскую историю. Свою первую трёхтомную работу (Pázmány Peter és kora. — 3 т. — Будапешт, 1868—72. (В 1 т. — 1886.), посвящённую жизни Петера Пазманя, величайший фигуры венгерского Контрреформации, опубликовал в 1868 году.
Автор ряда работ, посвящённых известным церковным католическим деятелям, в частности, Яношу Витезу и Тамашу Бакоцу, архиепископам Эстергома эпохи Возрождения и другим историческим личностям: королю Венгрии и Чехии Людовику II (1878), средневековым венгерским магнатам Хуньяди и королевской династии Ягеллонов (1896), Иштвану Вербоци (1899) и др.
В 1875 году Вильмош Фракнои был назначен хранителем Национального музея Венгрии, в 1897 году стал руководителем всех венгерских музеев и библиотек. С 1870 года — член Венгерской академии наук, занимал важные посты в венгерском академической жизни.
Инициатор и организатор Венгерского исторического института в Риме.
Был членом нескольких международных научных обществ.

## Избранные публикации
- Peter Pázmány und dessen Zeitalter. (1868-69)
- Das vaterländische und ausländische Unterrichtswesen im 16. Jahrhundert. (1873)
- Geschichte von Ungarn. (1873—1874)
- Denkmäler der ungarischen Reichstage (1874-77).
- Das Leben des Erzbischofs Johann Vitéz. (1879)
- Die Verschwörung des Martinovics. (1880)
- Ungarn und die Liga von Cambrai. (1883)
- Ungarn vor der Schlacht bei Mohács 1524-26. (1886)
- Mathias Corvinus, König von Ungarn 1458—1490. (1891)
- Die Ofner Chronik. (1900)
- Papst Innocenz XI. (Benedikt Odescalchi) und Ungarns Befreiung von der Türkenherrschaft. (1902)
- Wann soll man und wie kann man Frieden schließen? (1915)
- Kritische Studien zur Geschichte des Dreibundes 1882—1915. (1917)
- Die ungarische Regierung und die Entstehung des Weltkrieges. (1919)
- Die Königswahl in Ungarn : Sendschreiben an d. Mitglieder d. ungar. Nationalvers. (1920).

Редактировал ряд важных исторических серий:
- Értekezések в történettudományok köréből («Исторические диссертаций»)
- Magyar Országgyűlési Emlékek («Источники по истории венгерского парламента»)
- Monumenta Vaticana